# 조지프 슘페터
조지프 슘페터(Joseph Alois Schumpeter, 1883년 2월 8일 ∼ 1950년 1월 8일)는 오스트리아-헝가리 출신의 미국 경제학자이다. 오스트리아 학파에 많은 영향을 준 경제학자로, 창조적 파괴라는 용어를 경제학에서 널리 퍼뜨렸다.

## 생애
슘페터는 모라바(당시에는 오스트리아-헝가리 제국의 영토였고 현재는 체코에 속함)에서 태어났다. 빈 대학에서 경제학을 배우고 체르노비츠 대학·그라스 대학 등의 대학 교수를 지냈으며, 제1차 세계대전 이후 오스트리아 공화국 정부 재무 장관·은행 총재를 거쳐, 다시 학계에 들어가 1926년 본 대학 교수를 지냈다. 그 후 미국에 가서 하버드 대학 교수가 되어, 1932년 미국에 귀화하였다.

## 학문
그는 한계 효용 학파의 완성자로 수리적 균형 개념을 이에 도입하였고 혁신적 기업가가 이윤을 창조한다는 이론을 전개하였다. 슘페터는 (1) 발명을 위한 연구, (2) 혁신을 위한 개발, (3) 상품화의 3단계를 구분하고 발명보다는 혁신에 더 많은 비용이 소요되고 혁신보다는 상품화에 더 많은 비용이 소요된다고 주장하면서, 따라서 충분한 자본을 가진 기업이 보다 많은 혁신을 할 수 있다고 주장했다.

## 신기축설
이윤발생의 이유를 기업가의 신기축(innovation) 수행에서 구하는 것으로 슘페터를 그 대표자로 한다. 그에 따르면 시장에서 전면적인 완전경쟁이 한계점에 달해 기업이 시장에 대해 수동적인 태도로 시종하는 정태(靜態) 하에서는 생산물의 가격은 모두 생산요소 가격으로 분배되어 기업이윤은 존재할 여지가 없다. 그런데도 현실적으로 이윤이 존재하는 것은 정태로 향하는 부단한 경향을 내부에서 타파하는 기업가의 혁명적 행위 즉 신기축이 이루어지기 때문이다. 신기축이란 새로운 상품의 제공, 새로운 생산방법의 도입, 새로운 판로개척, 새 자원의 획득, 새 조직의 형성 따위를 가리킨다. 기업가는 타인을 앞질러 성패를 걸고 이를 행하며 만일 성공할 경우는 특별이윤을 얻을 수 있다. 그러나 단순한 발명이나 발견이 신기축의 본질은 아니며 이에 위험을 무릅쓰고 기업화하는 결단이 중요하다. 그러나 신기축의 성공은 얼마 안 가 모방자를 낳게 하고 경쟁자가 침입해 기업가의 이윤을 감소시키는 까닭에 신기축의 효과는 결국은 일시적인 것이다. 따라서 기업이윤이 계속해서 존재하려면 신기축의 부단한 흐름이 존재해야 한다. 그러나 슘페터는 이 흐름이 비연속적이며 그것이 다이내믹한 경기변동을 빚는다고 주장하고 있다...

## 저서
- 《경제발전의 이론》
- 《경기순환론》
- 《자본주의, 사회주의, 민주주의》(Capitalism, Socialism and Democracy)
- 《경제분석의 역사》(History of Economic Analysis)

## 같이 보기
- 역사학파 경제학
- 사회 혁신
- 창조적 파괴

## 참고 자료
- 이 문서에는 다음커뮤니케이션(현 카카오)에서 GFDL 또는 CC-SA 라이선스로 배포한 글로벌 세계대백과사전의 내용을 기초로 작성된 글이 포함되어 있습니다.